# Deutsche Eishockey Liga 2010/2011
Sezóna 2010/2011 byla 63. sezónou Německé ligy ledního hokeje. Mistrem ligy se stal tým Eisbären Berlín.

## Konečná tabulka základní části
| Poř. | Tým                     | Z  | V  | VP | PP | P  | VG  | OG  | B  |
| ---- | ----------------------- | -- | -- | -- | -- | -- | --- | --- | -- |
| 1.   | Grizzly Adams Wolfsburg | 52 | 26 | 5  | 8  | 13 | 156 | 116 | 96 |
| 2.   | DEG Metro Stars         | 52 | 26 | 6  | 3  | 17 | 174 | 158 | 93 |
| 3.   | Eisbären Berlín         | 52 | 24 | 6  | 6  | 16 | 161 | 138 | 90 |
| 4.   | Krefeld Pinguine        | 52 | 23 | 4  | 9  | 16 | 143 | 130 | 86 |
| 5.   | Hannover Scorpions      | 52 | 24 | 2  | 5  | 21 | 154 | 160 | 81 |
| 6.   | ERC Ingolstadt          | 52 | 19 | 9  | 4  | 20 | 153 | 143 | 79 |
| 7.   | Adler Mannheim          | 52 | 20 | 7  | 5  | 20 | 131 | 137 | 79 |
| 8.   | EHC München             | 52 | 18 | 8  | 6  | 20 | 163 | 161 | 76 |
| 9.   | Kölner Haie             | 52 | 16 | 9  | 7  | 20 | 159 | 162 | 73 |
| 10.  | Nürnberg Ice Tigers     | 52 | 20 | 4  | 4  | 24 | 138 | 165 | 73 |
| 11.  | Hamburg Freezers        | 52 | 15 | 8  | 8  | 21 | 135 | 161 | 69 |
| 12.  | Iserlohn Roosters       | 52 | 17 | 4  | 9  | 22 | 150 | 159 | 68 |
| 13.  | Straubing Tigers        | 52 | 15 | 9  | 4  | 24 | 145 | 159 | 67 |
| 14.  | Augsburger Panther      | 52 | 16 | 4  | 7  | 25 | 162 | 175 | 63 |

| Vysvětlivka                 |
| --------------------------- |
| Postup do play-off          |
| Postup do předkola play-off |
| Konec sezóny pro daný tým   |

## Předkolo
hráno na 2 vítězná utkání.
|                |   |                        | Serie | 1     | 2   | 3 | [ZČ]  |
| -------------- | - | ---------------------- | ----- | ----- | --- | - | ----- |
| Adler Mannheim | – | Thomas Sabo Ice Tigers | 2:0   | 3:2   | 3:2 | - | [3:1] |
| EHC München    | – | Kölner Haie            | 0:2   | 3:4 P | 3:4 | - | [3:1] |

ZČ = Bilance vzájemných zápasů těchto dvou týmů ze základní části.

## Play off

### Čtvrtfinále
|                         |   |                    | Serie | 1   | 2   | 3     | 4   | 5   | [ZČ]  |
| ----------------------- | - | ------------------ | ----- | --- | --- | ----- | --- | --- | ----- |
| Grizzly Adams Wolfsburg | – | Kölner Haie        | 3:0   | 4:1 | 5:1 | 4:2   | –   | –   | [3:1] |
| DEG Metro Stars         | – | Adler Mannheim     | 3:1   | 2:7 | 3:2 | 1:0   | 5:2 | –   | [3:1] |
| Eisbären Berlin         | – | ERC Ingolstadt     | 3:1   | 5:3 | 4:3 | 2:3   | 4:1 | –   | [0:4] |
| Krefeld Pinguine        | – | Hannover Scorpions | 3:2   | 6:4 | 3:5 | 3:4 P | 3:2 | 5:1 | [4:0] |

### Semifinále
|                         |   |                  | Serie | 1     | 2     | 3     | 4     | 5   | [ZČ]  |
| ----------------------- | - | ---------------- | ----- | ----- | ----- | ----- | ----- | --- | ----- |
| Grizzly Adams Wolfsburg | – | Krefeld Pinguine | 3:0   | 4:2   | 4:3 P | 2:1 P | –     | –   | [2:2] |
| DEG Metro Stars         | – | Eisbären Berlin  | 2:3   | 3:2 P | 1:5   | 4:2   | 3:4 P | 1:3 | [2:2] |

### Finále
|                         |   |                 | Serie | 1   | 2   | 3   | 4 | 5 | [ZČ]  |
| ----------------------- | - | --------------- | ----- | --- | --- | --- | - | - | ----- |
| Grizzly Adams Wolfsburg | – | Eisbären Berlin | 0:3   | 2:4 | 4:5 | 4:5 | – | – | [0:4] |